# Monarcha cinerascens
Monarca-insular ou monarca-das-ilhas (Monarcha cinerascens) é uma espécie de ave da família Monarchidae.
Pode ser encontrada nos seguintes países: Indonésia, Papua-Nova Guiné e Ilhas Salomão.
Os seus habitats naturais são: florestas subtropicais ou tropicais húmidas de baixa altitude e regiões subtropicais ou tropicais húmidas de alta altitude.